# Saint-André-de-Sangonis
Saint-André-de-Sangonis (okzitanisch: Sant Andrieu de Sangònis) ist eine französische Gemeinde mit 6364 Einwohnern (Stand: 1. Januar 2022) im Département Hérault in der Region Okzitanien; sie gehört zum Arrondissement Lodève und zum Kanton Gignac. Die Einwohner werden Saint-Andréens genannt.

## Geographie
Saint-André-de-Sangonis liegt an den Flüssen Hérault, der auch die östliche Gemeindegrenze bildet, und Lergue, der die westliche Grenze bildet. Sie wird umgeben von den Nachbargemeinden Montpeyroux im Norden, Lagamas im Nordosten, Gignac im Osten, Pouzols im Südosten, Canet im Süden, Brignac im Südwesten, Ceyras und Saint-Félix-de-Lodez im Westen sowie Jonquières und Saint-Saturnin-de-Lucian im Nordwesten.
Durch die Gemeinde führt die Autoroute A750.

## Bevölkerungsentwicklung
| Jahr                       | 1962 | 1968 | 1975 | 1982 | 1990 | 1999 | 2011 | 2019 |
| Einwohner                  | 2295 | 2594 | 2574 | 2675 | 3472 | 3782 | 5469 | 6198 |
| Quellen: Cassini und INSEE |      |      |      |      |      |      |      |      |

## Sehenswürdigkeiten

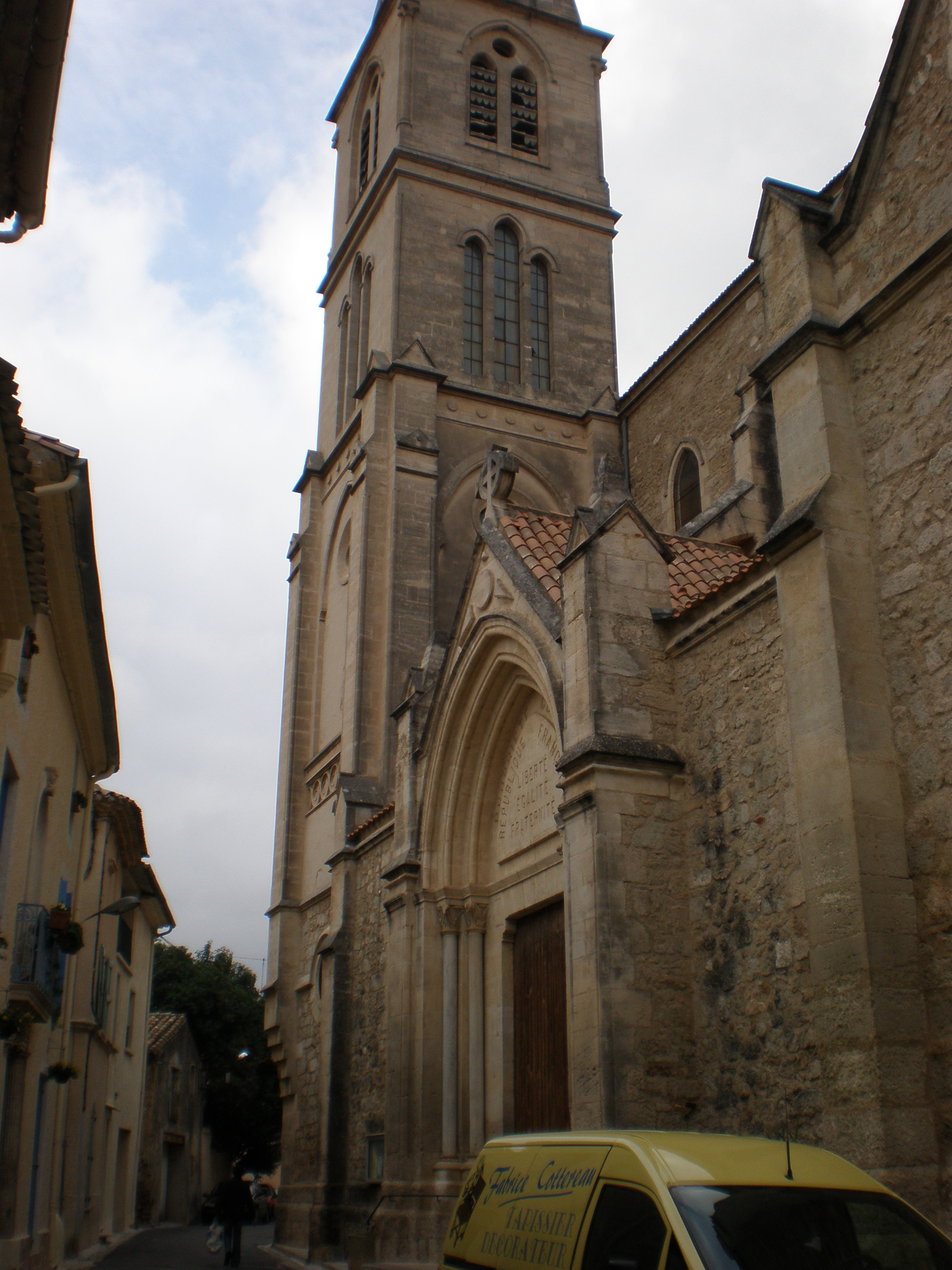
Kirche Sainte-Anne de Montpellier

- Kirche Sainte-Anne de Montpellier
- Großer Brunnen

## Persönlichkeiten
- Joseph Boussinesq (1842–1929), Mathematiker und Physiker
- Ernest Gaubert (1880–1945), Journalist und Autor